# Tandonia cretica
Tandonia cretica is een slakkensoort uit de familie van de Milacidae. De wetenschappelijke naam van de soort is voor het eerst geldig gepubliceerd in 1885 door Simroth.